# Keito Nakamura
Keito Nakamura (中村 敬斗 Nakamura Keito?, Chiba, 28 de julio de 2000) es un futbolista japonés que juega como delantero en el Stade de Reims de la Ligue 2.

## Selección nacional
El 24 de marzo de 2023 hizo su debut con la selección de Japón jugando los últimos instantes de un amistoso ante Uruguay que finalizó en empate a uno.

## Clubes
| Club                        | País         | Año       |
| --------------------------- | ------------ | --------- |
| Gamba Osaka                 | Japón        | 2018-2021 |
| Gamba Osaka sub-23 (cedido) | Japón        | 2018      |
| F. C. Twente (cedido)       | Países Bajos | 2019-2020 |
| Sint-Truidense (cedido)     | Bélgica      | 2020-2021 |
| F. C. Juniors OÖ (cedido)   | Austria      | 2021      |
| LASK Linz                   | Austria      | 2021-2023 |
| Stade de Reims              | Francia      | 2023-     |